# James Whitbread Lee Glaisher
James Lee Whitbread Glaisher (5 november 1848, Lewisham – 7 december 1928, Cambridge) was een productief Brits wiskundige en astronoom.

## Biografie
James Lee Whitbread Glaisher was de oudste zoon van eminent astronoom James Glaisher, die werkzaam was in het Koninklijk Observatorium van Greenwich. Lee's moeder was Cecilia Louisa Belville, die een fotografe en artiste was. Tijdens de eerste tien jaar van Lee's leven wordt het gezin als gelukkig gezien. Nadien waren er naar verluidt spanningen door het conflict tussen zijn artistieke moeder enerzijds en zijn op orde gestelde vader anderzijds.
Vanaf 1858 volgde hij les aan de Saint Pauls School in Londen. Omdat hij opgemerkt wordt als begaafd wiskundige wint hij in 1867 een beurs om naar Trinity College, Cambridge te gaan, waar hij begint in oktober van datzelfde jaar. In 1871 werd Lee er tweede wrangler en kreeg hij de titel "Fellow of the College". Hij zal voor de rest van zijn leven lesgever blijven te Cambridge. In zijn tijd invloedrijke in het onderwijs aan de Universiteit van Cambridge, wordt hij nu vooral herinnerd voor zijn werk in de getaltheorie, dat vooruitliep op de latere interesse in de gedetailleerde eigenschappen van modulaire vormen. Hij publiceerde ook in veel andere deelgebieden van de wiskunde.
In 1871 werd Lee lid van de Royal Astronomical Society. Een jaar later werd hij lid van de Londen Mathematical Society. Lee beklad hoge posities in beide organisaties: van 1877 tot 1884 was hij secretaris van de Royal Astronomical Society, en in 1886 – 1888 en 1901 – 1903 was hij voorzitter. Van de Londen Mathematical Society was hij voorzitter in 1884 – 1886. Hij was hoofdredacteur van de Messenger of Mathematics.
Hij trouwde niet en leefde in enkele kamers bij Trinity College, waar hij ook overleed op 7 december 1928.

## Werk
Lee schreef meer dan 400 papers over onderwerpen die hem interesseerden, van astronomie, getaltheorie tot de geschiedenis van de wiskunde. Zijn grootste invloed is echter niet de artikelen die hij zelf schreef, maar dat hij deze onderwerpen in het curriculum van Cambridge verwerkte, en zo een sterke generatie Engelse wiskundigen opgeleid heeft. Zo schreef Andrew Forsyth in 1929:
The earliest years of his teaching at Cambridge were a time of transition in the mathematical ideals of the University. Cayley was almost a voice in the wilderness; Glaisher himself described Cambridge pure mathematics as generals without armies. When he had ceased teaching, Cambridge pure mathematics had marched beyond his active vision mainly under men whom, as students, he had guided at the beginning. His voice was that of a teacher, yet not in the least similar to the great Cambridge coaches, for he contributed to his science and ranged far beyond conventional examination learning.

## Prijzen en erkenningen
- Eredoctoraat van de Universiteit van Dublin in 1892
- Eredoctoraat van de Universiteit van Manchester in 1902
- Winnaar van de "De Morgan"-medaille van de London Mathematical Society in 1908
- Winnaar van de Sylvester-medaille in 1913